# ایرینا امبریش
ایرینا امبریش (استونیایی: Irina Embrich؛ زادهٔ ۱۲ ژوئیهٔ ۱۹۸۰) شمشیرباز اهل استونی است.
وی در مسابقات بین‌المللی در مجموع برندهٔ ۳ مدال طلا، ۶ مدال نقره و ۴ مدال برنز شده‌است.